# Plastic Voice
Plastic Voice war ein deutsches Musikprojekt, bestehend aus Gerd Hilgemann und Marko Albrecht.
Die beiden Musiker formierten sich zunächst als Plastic Noise. Sie benannten sich um, da der Name bereits durch andere Künstler in Gebrauch war. 1997 erreichten sie mit dem Housetitel Los Ninos del Parque die Singlecharts in Deutschland und in Österreich.

## Diskografie
Singles
- 1997: Los Ninos del Parque
- 1998: Welcome to the Jungle